# Copa espanyola d'hoquei sobre patins femenina 2014
La Copa de la Reina d'hoquei sobre patins 2014 fou la novena edició de la Copa espanyola. Se celebrà el cap de setmana del 15 i 16 de febrer de 2014 al Pavelló Municipal d'Esports de Lloret de Mar i fou organitzada per la Federació Espanyola de Patinatge. Hi participaren els quatre primers equips classificats de la primera volta de l'OK Lliga, el Club Patí Manlleu, el Club Patí Voltregà, l'Hoquei Club Palau de Plegamans i el Club Patí Vilanova. Es disputà en format de final a quatre, amb semifinals i final. El torneig fou retransmès en línia a la plataforma FEP-TV, i la final fou emesa en directe per Esport3.
Es proclamà campió el CP Voltregà, que guanyà la seva cinquena Copa de la Reina.

## Competició
El sorteig del quadre de competició tingué lloc a l'Ajuntament de Lloret de Mar amb la presència de diverses jugadores dels clubs participants.

### Quadre de competició
|  | Semifinals             | Semifinals  |                        |   | Final | Final |
|  |                        |             |                        |   |       |       |
|  | 15 de febrer 16:30 CET |             |                        |   |       |       |
|  |                        |             |                        |   |       |       |
|  | CP Manlleu             | 5           |                        |   |       |       |
|  | CP Manlleu             | 5           | 16 de febrer 13:00 CET |   |       |       |
|  | HC Palau               | 3           |                        |   |       |       |
|  | HC Palau               | 3           | CP Manlleu             | 1 |       |       |
|  | 15 de febrer 18:30 CET |             | CP Manlleu             | 1 |       |       |
|  |                        | CP Voltregà | 3                      |   |       |       |
|  | CP Voltregà            | CP Voltregà | 3                      | 9 |       |       |
|  | CP Voltregà            |             |                        | 9 |       |       |
|  | CP Vilanova            | 3           |                        |   |       |       |
|  | CP Vilanova            | 3           |                        |   |       |       |

### Semifinals
| CP Manlleu                                                  | 5‐3     | HC Palau                               |
| ----------------------------------------------------------- | ------- | -------------------------------------- |
| López 2', 36' · Vall 10' (p.), 38' (f.d.) · Font 26' (f.d.) | Informe | Busquets 18' · Puigdueta 39' (p.), 39' |

| CP Voltregà                                                                                            | 9‐3     | CP Vilanova                                    |
| --- | ------- | ---------------------------------------------- |
| Tarrida 12' · Jurado 20' · Lee 22' (p.), 22', 33', 35' (f.d.) · Herrera 29' · Barceló 33' · Romero 35' | Informe | Figuerola 29' · Miret 30' (f.d.) · Pascual 36' |

### Final
| CP Manlleu | 1‐3     | CP Voltregà                               |
| ---------- | ------- | ----------------------------------------- |
| López 10'  | Informe | Romero 23' · Lee 23' · Tarrida 35' (f.d.) |

| CP Manlleu | CP Voltregà |

| #             | Pos. | Nom              |  |
| ------------- | ---- | ---------------- |  |
|               | POR  | Ester Tosar      |  |
|               |      | Nara López       |  |
|               |      | Anna Casarramona |  |
|               |      | Laura Vall       |  |
|               |      | Iolanda Font     |  |
|               |      | Laia Castro      |  |
|               |      | Laura Barcons    |  |
|               |      | Clara Altimiras  |  |
|               |      | Judit Burgaya    |  |
|               | POR  | Maria Ballesta   |  |
| Entrenador    |      |                  |  |
| Ramon Anglada |      |                  |  |

| Campió de la Copa de la Reina 2014 |
| ---------------------------------- |
| CP Voltregà Cinquè títol           |
| MVP                                |
| Natasha Lee                        |

| #          | Pos. | Nom              |  |
| ---------- | ---- | ---------------- |  |
|            | POR  | Laia Vives       |  |
|            |      | Natasha Lee      |  |
|            |      | Cristina Barceló |  |
|            |      | Berta Tarrida    |  |
|            |      | Anna Romero      |  |
|            |      | Sílvia Jurado    |  |
|            |      | Esther Nadal     |  |
|            |      | Aina Arxé        |  |
|            |      | Carolina Herrera |  |
|            | POR  | Aina Lafon       |  |
| Entrenador |      |                  |  |
| David Bou  |      |                  |  |

## Estadístiques
| Nota. Jugadores amb dos o més gols |

| Classificació final | Classificació final   | Classificació final | Classificació final | Classificació final | Classificació final | Classificació final | Classificació final |
| Pos.                | Club                  | PJ                  | PG                  | PP                  | GF                  | GC                  | Gav                 |
| ------------------- | --------------------- | ------------------- | ------------------- | ------------------- | ------------------- | ------------------- | ------------------- |
| 1                   | CP Voltregà           | 2                   | 2                   | 0                   | 12                  | 4                   | +8                  |
| 2                   | CP Manlleu            | 2                   | 1                   | 1                   | 6                   | 6                   | 0                   |
| 3                   | HC Palau de Plegamans | 1                   | 0                   | 1                   | 3                   | 5                   | -2                  |
| 3                   | CP Vilanova           | 1                   | 0                   | 1                   | 3                   | 9                   | -6                  |

| Màxima golejadora | Màxima golejadora | Màxima golejadora | Màxima golejadora | Màxima golejadora |
| #                 | Nom               | G                 | PJ                | GPP               |
| ----------------- | ----------------- | ----------------- | ----------------- | ----------------- |
| 1                 | Natasha Lee       | 5                 | 2                 | 2.50              |
| 2                 | Nara López        | 3                 | 2                 | 1.50              |
| 3                 | Berta Tarrida     | 2                 | 2                 | 1.00              |
| 4                 | Anna Romero       | 2                 | 2                 | 1.00              |
| 5                 | Laura Puigdueta   | 2                 | 1                 | 2.00              |
| 6                 | Laura Vall        | 2                 | 1                 | 2.00              |